# Портрет Михаила Ивановича Мезенцева
«Портрет Михаила Ивановича Мезенцева» — картина Джорджа Доу и его мастерской, из Военной галереи Зимнего дворца.
Картина представляет собой погрудный портрет генерал-майора Михаила Ивановича Мезенцева из состава Военной галереи Зимнего дворца.
К началу Отечественной войны 1812 года полковник Мезенцев состоял в лейб-гвардии Уланском полку, отличился в Бородинском сражении, под Малоярославцем был ранен. Во время Заграничных походов 1813 и 1814 годов был адъютантом великого князя Константина Павловича, за отличие в Кульмском бою был произведён в генерал-майоры.
Изображён в генеральском доломане Белорусского гусарского полка, введённом в 1813 году (вскоре после взятия Парижа в 1814 году Мезенцев был назначен шефом этого полка), на плечо наброшен ментик. Через плечо перекинута Анненская лента с лядуночной перевязью поверх неё. Слева на груди звезда ордена Св. Анны 1-й степени; на шее кресты прусского ордена Пур ле мерит, ордена Св. Владимира 3-й степени и австрийского ордена Леопольда 2-й степени; справа на груди крест ордена Св. Георгия 4-го класса, серебряная медаль «В память Отечественной войны 1812 года» на Андреевской ленте, бронзовая дворянская медаль «В память Отечественной войны 1812 года» на Владимирской ленте и чуть выше их Кульмский крест. С тыльной стороны картины надписи: Mesentzof 2 и Geo Dawe RA pinxt. Подпись на раме: М. И. Мезенцовъ 2й, Генералъ Маiоръ.
7 августа 1820 года Комитетом Главного штаба по аттестации Мезенцев был включён в список «генералов, заслуживающих быть написанными в галерею» и 17 октября 1822 года император Александр I приказал написать его портрет. В это время Мезенцев командовал Бугской уланской дивизией, расквартированной в белорусских губерниях, и постоянно проживал в Могилёве. Известно что в феврале 1823 года он приезжал в Санкт-Петербург, где встретился с Доу. Гонорар Доу был выплачен 13 марта и 31 июля 1823 года. Портрет поступил в Эрмитаж 7 сентября 1825 года.